# Snås

Tillbringare med snås

Snås är en framskjutande, uppåt öppen kort hällpip på övre kanten av ett öppet vätskekärl, till exempel en kanna, en gräddsnipa eller skopa, för att underlätta att hälla ut vätska ur kärlet utan att spilla.
Snås finns till exempel på det traditionella bondehushållskärlet spilkum, vars namn kommer från det lågtyska "spölkümme", som har att göra med verbet "spilla". Spillkum var ursprungligen en del av en kaffe- eller teservis. 

## Bildgalleri

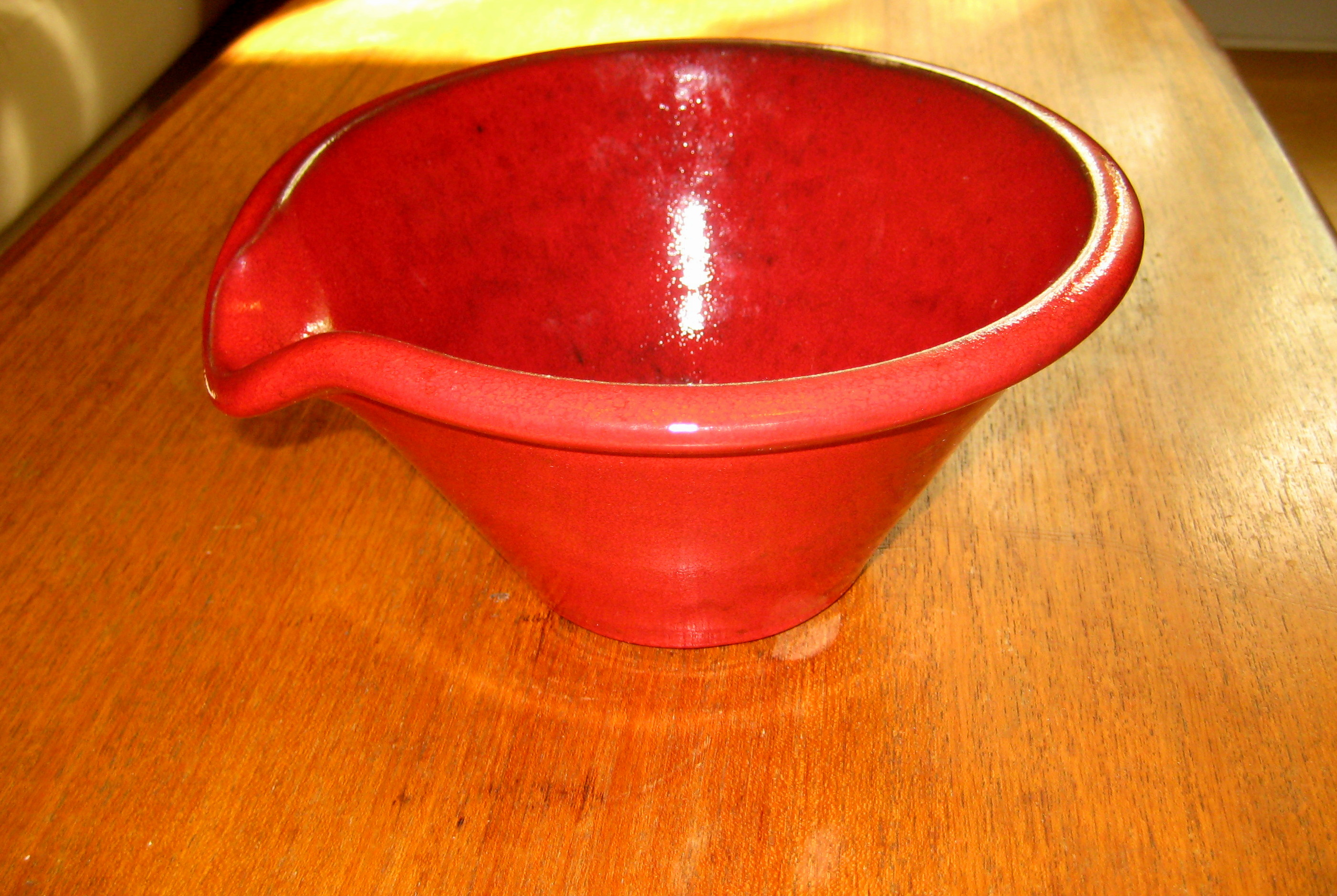
Spilkum med snås för att skilja av den grädde, som samlas på ohomogeniserad mjölk
Dampotta i porslin från 1790-talet, med snås